# Минова
Минова (яп. 箕輪町 Минова-мати) — посёлок в Японии, находящийся в уезде Камиина префектуры Нагано. Площадь посёлка составляет 86,12 км², население — 25 635 человек (1 августа 2014), плотность населения — 297,67 чел./км².

## Географическое положение
Посёлок расположен на острове Хонсю в префектуре Нагано региона Тюбу. С ним граничат города Сува, Ина, посёлок Тацуно и село Минамиминова.

## Население
Население посёлка составляет 25 635 человек (1 августа 2014), а плотность — 297,67 чел./км². Изменение численности населения с 1980 по 2005 годы:
| 1980 | 19 729 чел. |  |
| 1985 | 21 445 чел. |  |
| 1990 | 22 651 чел. |  |
| 1995 | 24 048 чел. |  |
| 2000 | 25 661 чел. |  |
| 2005 | 26 276 чел. |  |

## Символика
Деревом посёлка считается Zelkova serrata, цветком — Rhododendron simsii, птицей — горная трясогузка.